# Lepu Kina

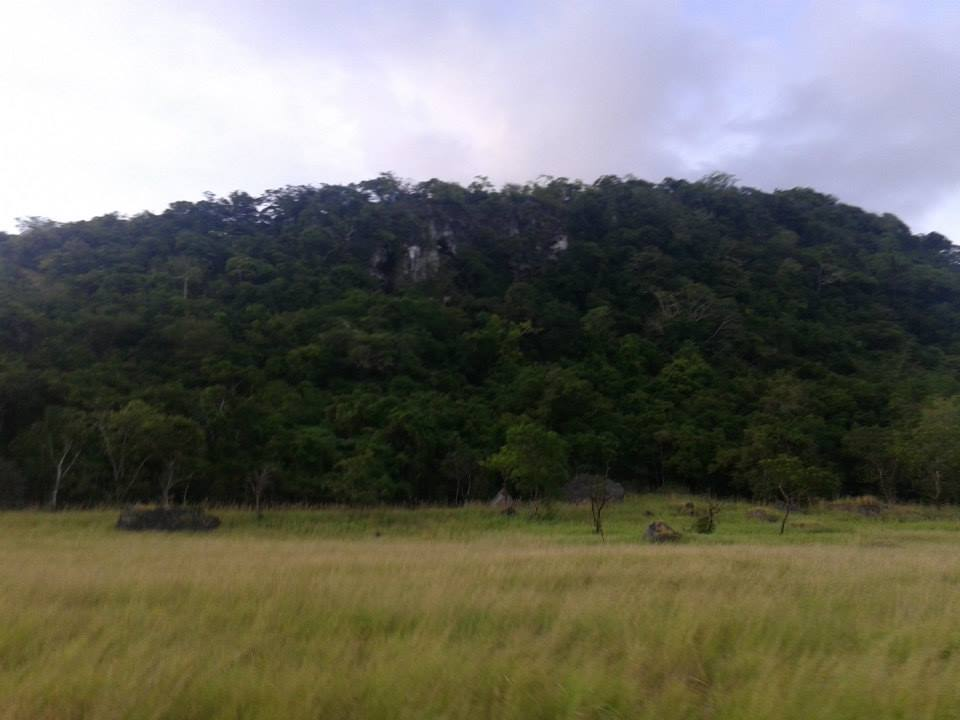
Der Eingang zur Höhle liegt nahe dem Weg zum Dorf Arlo

Lepu Kina ist eine Kalksteinhöhle auf der osttimoresischen Insel Atauro.

## Lage
Lepu Kina liegt nahe dem Dorf Arlo (Suco Beloi). Sie öffnet sich in Richtung eines fruchtbaren Tals, in dem das Dorf und Felder liegen.

## Ausgrabungen
Archäologische Grabungen bis in eine Tiefe von 170 cm förderten zahlreiche Fundstücke zu Tage, die eine menschliche Anwesenheit seit 3200 Jahren belegen. Die Menge der Funde übersteigt deutlich jene der südlich bei Atecru gelegenen Höhle Aleti Tunu Bibi.
Die Lage dieses natürlichen Schutzraums führte wohl zu einer häufigen Nutzung der Höhle durch den Menschen. Daher ist der Boden reich an Asche und anderen kohlenstoffhaltigen Anteilen sowie einer Vielfalt archäologischen Materials. Zu den Funden in der ältesten Schicht gehören zwei in Kalkstein geschnittene Scheiben und menschliche Finger- bzw. Zehenknochen. Auch viele Obsidiansplitter finden sich hier. Die Keramik dieser Periode ist einfach und nur spärlich dekoriert. Manche haben eine unregelmäßige rote Innenglasur. Dazu finden sich in der relativ aschearmen Schicht große Muschelschalen und Fragmente, wie Muschelperlen und Teile von Armbändern.
In der darüberliegenden Schicht lagen Feuersteinwerkzeuge wie Spitzen oder Klingen mit Rücken und mit Einschnitten und aufgesetzten Erhebungen verzierte Keramik. Die scharfe Kante einer Feuersteinklinge weist eine charakteristische Politur auf, die als „Silica gloss“ bezeichnet wird. Diese entsteht zum Beispiel bei der Verwendung der Klinge zum Bearbeiten von Palm- oder Pandanfasern für Korbwaren. Die Funde belegen anhaltende Kontakte mit der Insel Timor und weisen auf eine dauerhafte Besiedlung des Tals durch Menschen hin.
Wahrscheinlich vor 2700 Jahren erschienen charakteristische Keramiken mit roten Bemalungen im unteren Bereich und teilweise eingeschnittenen oder aufgebrachten Motiven. Im Unterschied zu den folgenden Schichten finden sich hier wenige von Feuerstellen, die Keramik kann mit keinem der anderen Fundstücke in Verbindung gebracht werden. Vor 1000 Jahren verschwanden Steinwerkzeuge, was auf eine Veränderung der Kultur hinweist. Die jüngste Schicht, die wahrscheinlich jünger als 1000 Jahre ist, ist sehr durchmischt. In den ersten 30 Zentimetern sind ältere Töpferwaren und kleine Obsidiansplitter die Regel. Die Keramik ist mit Kammmustern verziert. Daneben finden sich Metallfragmente, Glasperlen, verzierte Knochenspitzen oder kleine Holzobjekte.
Die Abfolge der Schichten belegt unterschiedliche Besiedlungen im ersten Jahrtausend und eine systematische Nutzung bis in die Neuzeit. Der Ursprung der Keramikstile ist schwer zu bestimmen, aber zumindest bemalte Keramik ist ein charakteristisches Merkmal der Bronzezeit in Südostasien und findet sich auch auf den Molukken. Der Stil der beiden etwa 2700 Jahre alten Topffragmente, verziert mit einem sehr charakteristischen Schildpattmotiv, sind in Sulawesi sehr verbreitet, aber auch auf den Molukken und näher, auf Timor an der Fundstelle Lie Siri.